# Altes Rathaus (Brașov)

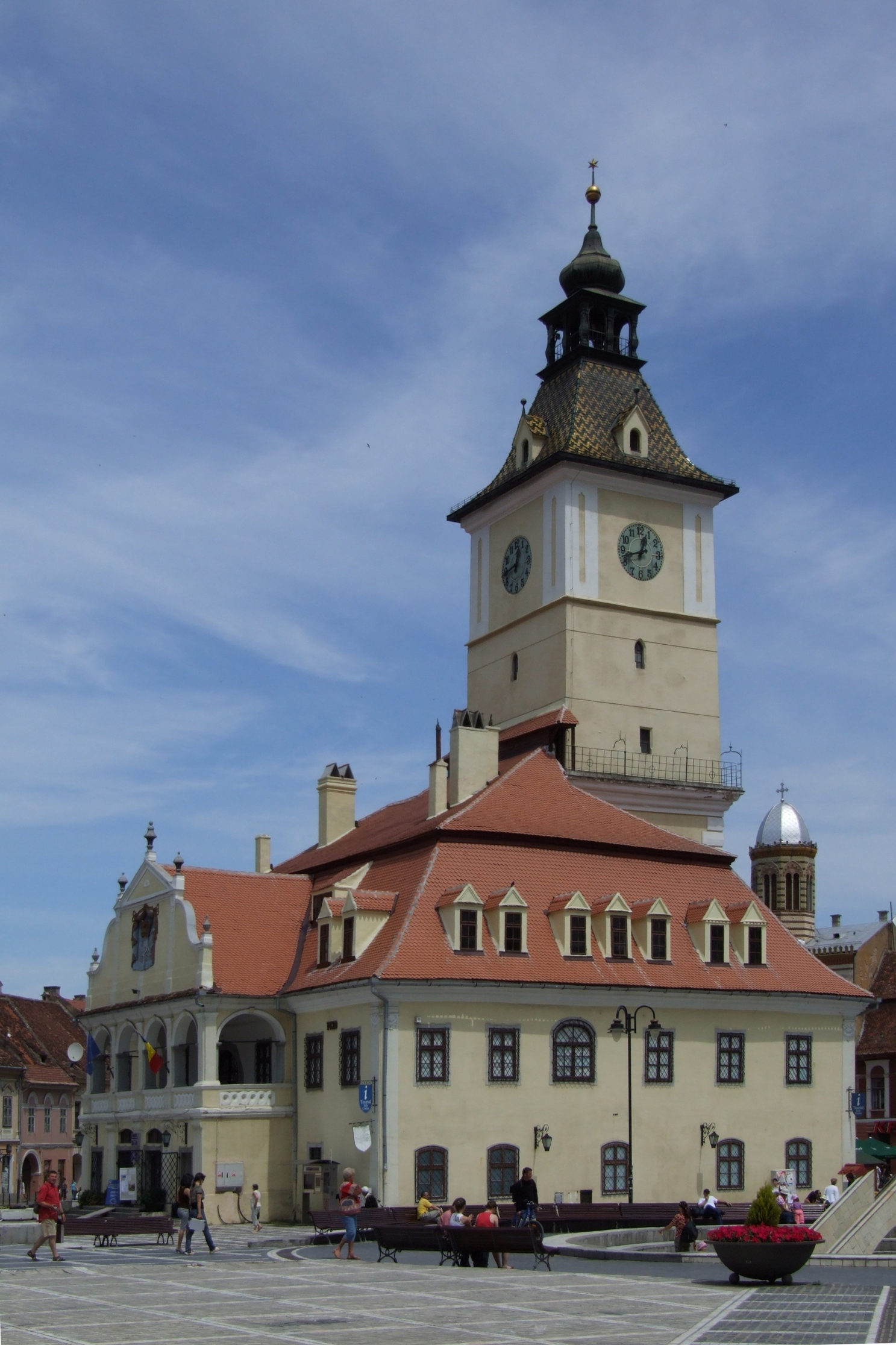
Altes Rathaus

Das Alte Rathaus ist ein Bauwerk in der Stadt Brașov (Kronstadt) in der Region Siebenbürgen in Rumänien. Das Gebäude war mehr als 500 Jahre lang Sitz des städtischen Magistrats.

## Geschichte
Nachdem an den mittelalterlichen Turm im 14. Jahrhundert eine Verkaufslaube der Kürschner angebaut worden war, erfolgte
1420 der Bau der Ratsstube über der Verkaufslaube. Es folgten mehrere Modernisierungen. 1515 wurde der Turm erhöht und mit einer Schweifhaube mit fünf goldenen Kugeln versehen, zudem ein Kerker und ein Stadtarchiv untergebracht. Acht Jahre später baute der Stundenmachermeister Georgius aus Schäßburg im obersten Geschoss eine Turmuhr ein. 
Im Jahr 1646 wurde die Hundertmannstube gebaut, in welcher sich die 100 Mitglieder des äußeren Rats versammeln konnten. Wie die Schwarze Kirche wurde auch das Alte Rathaus durch den großen Brand 1689 stark zerstört. Aufgrund der schlechten Finanzlage konnte das Alte Rathaus nur geringfügig repariert werden. 
Zwischen 1770 und 1778 erhielt es größtenteils seine heutige Gestalt, außerdem einen Zwiebelturm. Nachdem der Magistrat 1876 in den Neubau in der Purzengasse gezogen war, blieben im Alten Rathaus der Sitzungssaal der Stadtverwaltung, Verkaufsläden, das Archiv und ein Feuerwerkdepot. 1910 wich der Zwiebelturm dem heutigen Turmaufsatz. 1950 zog das Regionalmuseum in das Alte Rathaus.

## Bilder

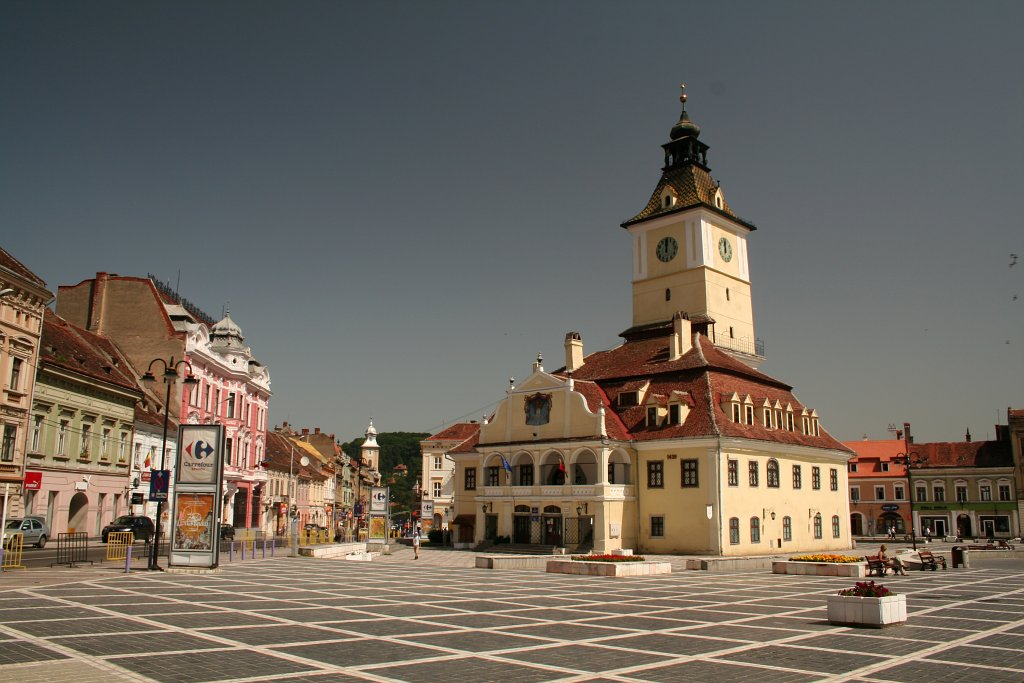
Rathausplatz
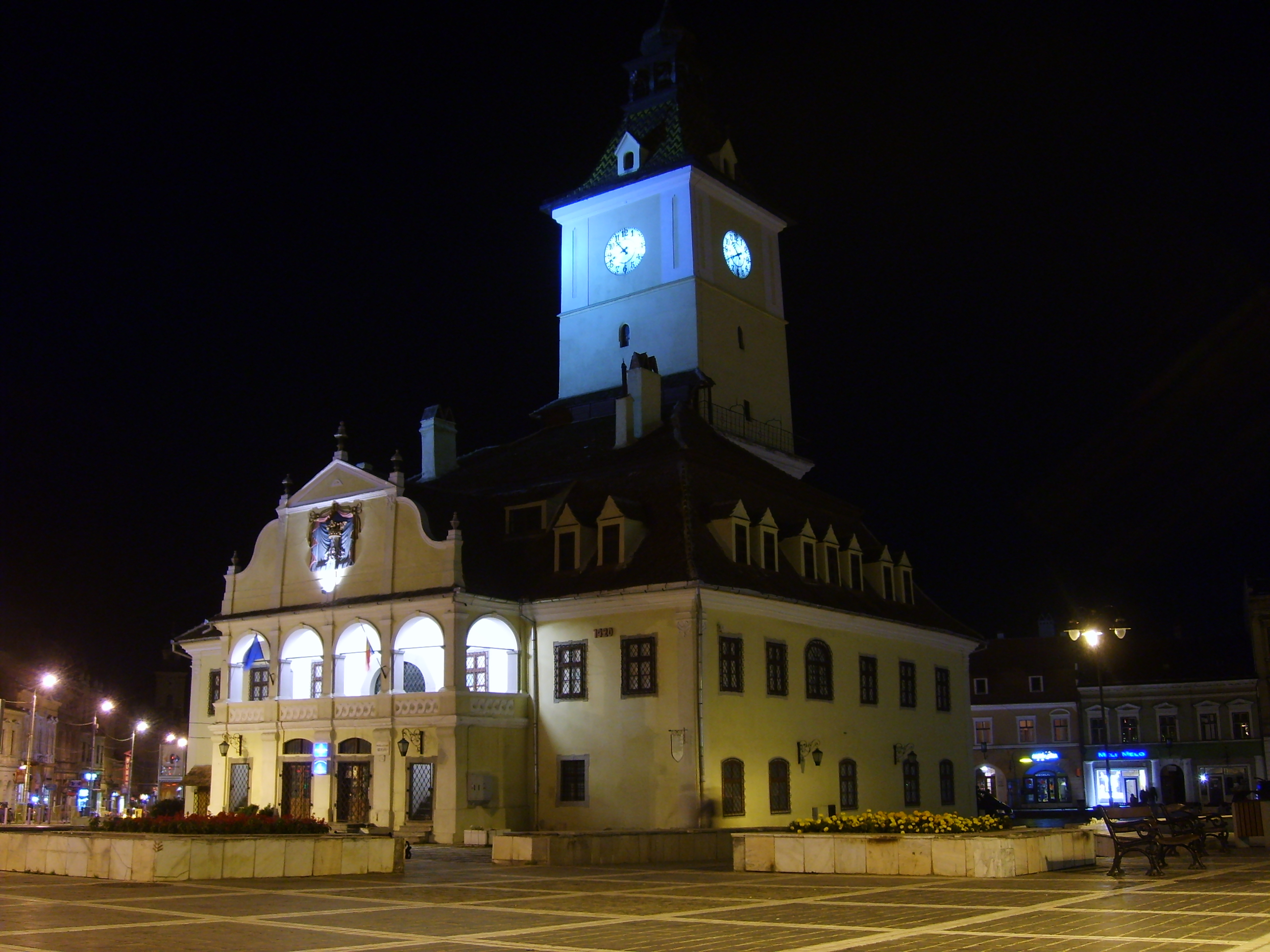
Rathaus bei Nacht
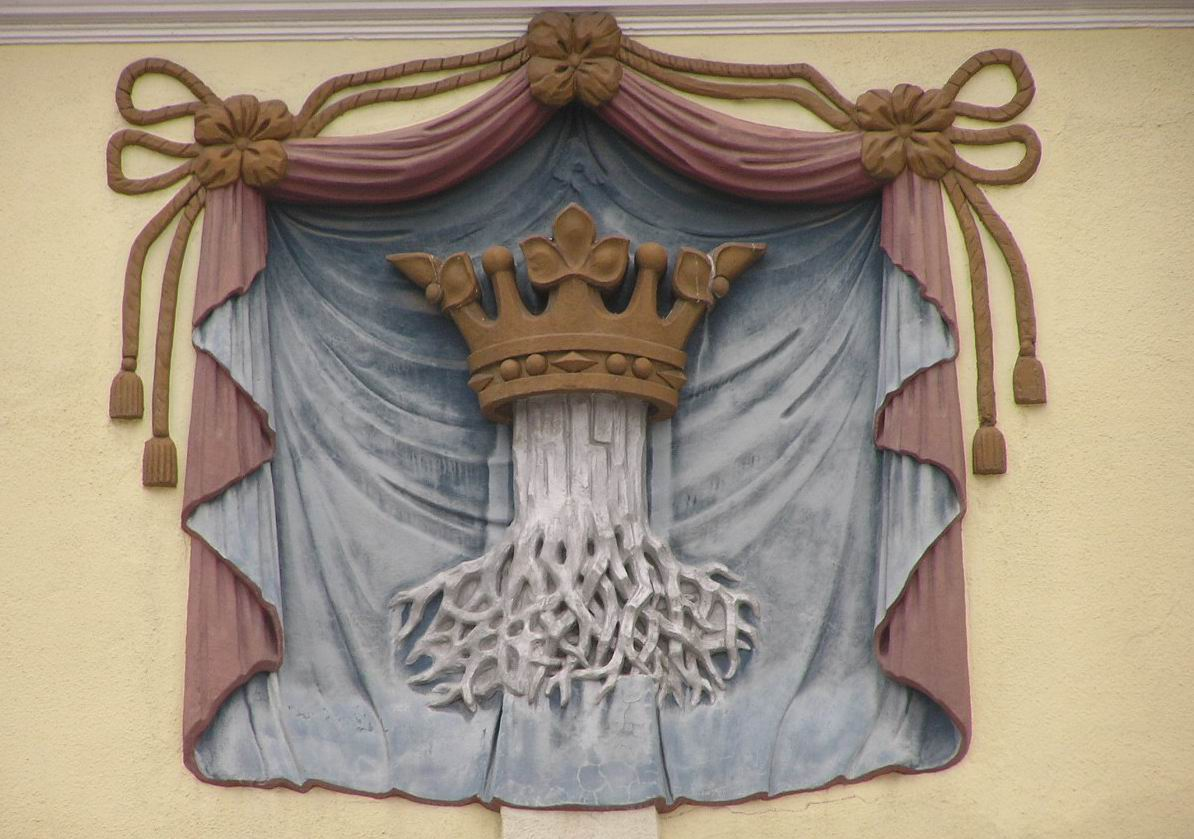
Wappen am Rathaus